# Anodonta
Anodonta је род слатководних шкољки из породице Unionidae, речне шкољке.

## Синоними[1]
| - Glochidium Rathke, 1797 - Anodonte Fischer von Waldheim, 1807 - Anodontigenus Renier, 1807 - Anodon Oken, 1815 - Anodontes Cuvier, 1817 - Edentula Nitzsch in Ersch & Gruber, 1820 - Lipodonta Nitzsch in Ersch & Gruber, 1820 - Colletopterum Bourguignat, 1880 - Abbreviatiana Bourguignat, 1881 - Acalliana Bourguignat, 1881 - Adamiana Bourguignat, 1881 - Anatiniana Bourguignat, 1881 - Arealiana Bourguignat, 1881 - Avoniana Bourguignat, 1881 - Briandiana Bourguignat, 1881 - Brotiana Bourguignat, 1881 - Cygnaeana Bourguignat, 1881 - Depressiana Bourguignat, 1881 - Ellipsopsiana Bourguignat, 1881 - Gallandiana Bourguignat, 1881 - Gastrodiana Bourguignat, 1881 - Glyciana Bourguignat, 1881 - Jourdheuiliana Bourguignat, 1881 - Lusitaniana Bourguignat, 1881 - Macilentiana Bourguignat, 1881 | - Milletiana Bourguignat, 1881 - Pammegaliana Bourguignat, 1881 - Picardiana Bourguignat, 1881 - Piscinaliana Bourguignat, 1881 - Platteniciana Bourguignat, 1881 - Ponderosiana Bourguignat, 1881 - Rossmaessleriana Bourguignat, 1881 - Rostratiana Bourguignat, 1881 - Spengleriana Bourguignat, 1881 - Ventricosiana Bourguignat, 1881 - Westerlundiana Bourguignat, 1881 - Letourneuxiana Castro, 1883 - Regularisiana Castro, 1883 - Ellipsoides Servain, 1885 - Arnouldiana Servain, 1888 - Intermediana Servain, 1888 - Meretriciana Servain, 1888 - Tricassiniana Servain, 1888 - Arrosiana Locard, 1890 - Beccariana Locard, 1890 - Camuriana Bourguignat in Locard, 1890 - Carvalhoiana Locard, 1890 - Collobiana Bourguignat in Locard, 1890 - Embiana Locard, 1890 - Euanodonta Westerlund, 1890 | - Gabillotia Servain, 1890 - Gestroiana Locard, 1890 - Gravidiana Locard, 1890 - Humbertiana Locard, 1890 - Idriniana Locard, 1890 - Illuviosiana Locard, 1890 - Incrassatiana Locard, 1890 - Lacanniciana Bourguignat in Locard, 1890 - Machadoiana Locard, 1890 - Macrosteniana Locard, 1890 - Marioniana Locard, 1890 - Meretrixiana Locard, 1890 - Ogerieniana Locard, 1890 - Ovuliana Bourguignat in Locard, 1890 - Pseudoglyciana Locard, 1890 - Rumanicana Locard, 1890 - Spondaeana Locard, 1890 - Sturmiana Locard, 1890 - Unioniformiana Locard, 1890 - Vietuliana Locard, 1890 - Brachyanodon Crosse & Fischer, 1894 - Mesanodon Crosse & Fischer, 1894 - Arnoldina Hannibal, 1912 - Euphrata Pallary, 1933 - Beringiana Starobogatov in Zatravkin, 1983 |

## Врсте
Врсте у оквиру рода Anodonta:
- Anodonta anatina Linné, 1758 – пачија шкољка
- Anodonta beringiana Middendorff, 1851 – Јукон пловило
- Anodonta californiensis I. Lea, 1852 – Калифорнијско пловило
- Anodonta cataracta Say, 1817 – сточно пловило
- Anodonta couperiana I. Lea, 1840 – пловно буре
- Anodonta cygnea Linné, 1758 – лабуд шкољка
- Anodonta dejecta Lewis, 1875 – очајно пловило
- Anodonta gibbosa Say, 1824
- Anodonta hartfieldorum
- Anodonta heardi M. E. Gordon and Hoeh, 1995 – Апалачикола пловило
- Anodonta imbecillis Say, 1829
- Anodonta implicata Say, 1829 – крчмарица пловило
- Anodonta kennerlyi I. Lea, 1860 – западно пловило
- Anodonta nuttalliana Lea, 1838 – крилато пловило
- Anodonta oregonensis I. Lea, 1838 – Орегонско пловило
- Anodonta peggyae Johnson, 1965
- Anodonta pseudodopsis Locard, 1883
- Anodonta suborbiculata Say, 1831 – глатко пловило
- Anodonta Wahlamatensis I. Lea, 1838 – Willamette пловило